# Campionat del món de ciclisme en pista de 1955
El Campionat Mundial de Ciclisme en Pista de 1955 es va celebrar a Milà (Itàlia) del 31 d'agost al 5 de setembre de 1955. Les competicions es van celebrar al Velòdrom Maspes-Vigorelli a Milà. En total es va competir en 5 disciplines, 3 de professionals i 2 d'amateurs.

## Resultats

### Masculí

#### Professional
| Prova                 | Or                        | Argent                  | Bronze                         |
| Velocitat individual  | Antonio Maspes · Itàlia   | Oscar Plattner · Suïssa | Arie van Vliet · Països Baixos |
| Persecució individual | Guido Messina · Itàlia    | René Strehler · Suïssa  | Wim van Est · Països Baixos    |
| Darrere moto          | Guillem Timoner · Espanya | Walter Bucher · Suïssa  | Giuseppe Martino · Itàlia      |

#### Amateur
| Prova                 | Or                        | Argent                        | Bronze                     |
| Velocitat individual  | Giuseppe Ogna · Itàlia    | Jorge Bátiz · Argentina       | John Tressider · Austràlia |
| Persecució individual | Norman Sheil · Regne Unit | Peter Broterthon · Regne Unit | Leandro Faggin · Itàlia    |

## Medaller
| Pos. | País          | Or | Plata | Bronze | Total |
| 1    | Itàlia        | 3  | 0     | 2      | 5     |
| 2    | Regne Unit    | 1  | 1     | 0      | 2     |
| 3    | Espanya       | 1  | 0     | 0      | 1     |
| 4    | Suïssa        | 0  | 3     | 0      | 3     |
| 5    | Argentina     | 0  | 1     | 0      | 1     |
| 6    | Països Baixos | 0  | 0     | 2      | 2     |
| 7    | Austràlia     | 0  | 0     | 1      | 1     |